# V Trianguli Australis
V Trianguli Australis är en långsam irreguljär variabel av LB-typ i stjärnbilden Södra triangeln.
Stjärnan varierar mellan fotografisk magnitud +10,0 och 10,7 med en periodicitet som inte fastställts.